# Ven (isola svedese)
Ven (vecchia ortografia: Hven) è una piccola isola svedese nello stretto dell'Øresund, tra Scania e Sjælland (Danimarca). L'isola risulta nel comune di Landskrona.

## Geografia
L'isola è un altipiano unico che si eleva in media a 29 metri sul livello del mare. Il paesaggio è fertile grazie al clima mite. Il terreno è argilloso morenico ed è quindi adatto per l'agricoltura. Qui si coltiva aglio e da pochi anni vi sono anche vigneti. Ven è uno dei pochi posti così a nord, dove è possibile coltivare frumento duro, usato per fare la pasta.

## Storia
Relazioni scientifiche parlano del popolamento dell'isola nell'Età della Pietra.
La battaglia navale di Svolder fra potenti forze vichinghe si svolse a Sandevöllen, il nome vichingo di Ven. Sull'antica storia di Ven ci sono leggende di violenza. Nel 1288 predoni vichinghi, guidati da Erik il Mangiapreti vi si erano fermati per demolire i vari castelli e da allora non furono più edificate fortezze.
Dal 1576 al 1596 sull'isola governò l'astronomo Tycho Brahe (1546-1601) , che vi fece edificare gli osservatori astronomici detti Uraniborg e Stjerneborg, durante 1576-1596.
L'isola rimasta storicamente sotto il dominio danese, nel 1658 con il Trattato di Roskilde fu ceduta all'Impero svedese, come il resto della Scania. In realtà l'isola non era stata specificamente menzionata nel trattato, e secondo i danesi non faceva parte della Scania, ma della Zelanda e quindi rimaneva sotto il loro dominio. Gli svedesi non erano d'accordo con questa interpretazione, e il 6 maggio 1658 inviarono truppe ad occupare l'isola. Il trasferimento alla Svezia venne confermato nel 1660 dal trattato di Copenaghen. Nel 2010 sull'isola sono stati commemorati i 350 anni.

## Demografia
Nel 1930, vi è stato il record demografico con circa 1300 persone sull'isola. Oggi Ven ospita 371 abitanti e una superficie di 7,5 km² (2,9 km²). 

## Trasporti
L'isola è collegata alla terraferma con traghetti, che salpano da Landskrona e che offrono il loro servizio tutto l'anno. Solamente nel periodo estivo vi sono traghetti che effettuano il collegamento con Helsingborg e Copenaghen.

## Turismo
Le attività principali dell'isola sono dovute al turismo, alla pesca e all'agricoltura. In passato sull'isola c'era una fabbrica di mattoni. Oggi vi è un caseificio dove si producono latticini ottenuti con il latte delle capre dell'isola.

## Attrazioni
A est dell'isola dal 1974 c'è un campo da golf, ovviamente una delle maggiori attrazioni turistiche dell'isola.
Ci sono due chiese sull'isola di Ven. La più antica, chiesa di San Ibb (e il cimitero) costruita nel 1200, è situata in cima ad una collina vicino alla costa occidentale dell'isola, con la vista sulla città danese di Rungsted. La chiesa più recente (costruita negli anni 1576-1596), che è stata trasformata in un museo, si trova nel centro dell'isola, nei pressi di Uraniborg, uno dei due osservatori costruiti dall'astronomo Tycho Brahe.
I conservatori del sito hanno piantato una siepe per evidenziare la pianta dell'osservatorio, hanno restaurato parte del muro esterno e un quarto dei giardini e inoltre hanno fatto di Stjerneborg un sito archeologico ben delimitato.

## Galleria d'immagini

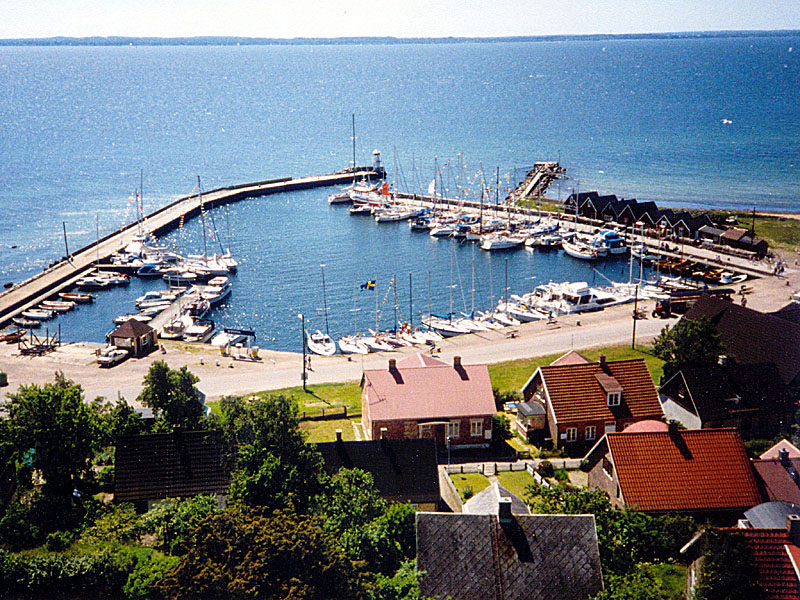
Porto di Kyrkbacken
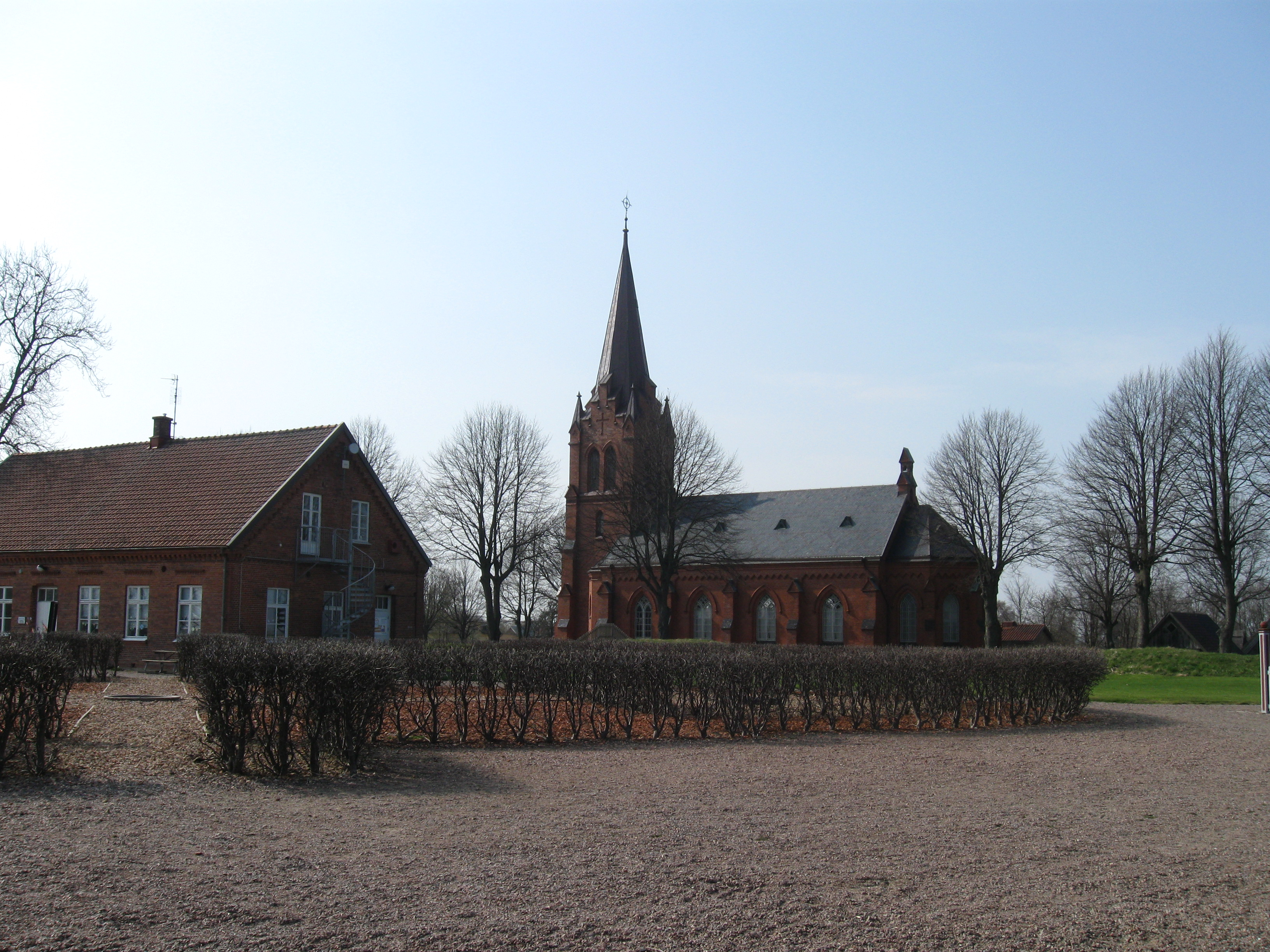
Nuova chiesa di Ven
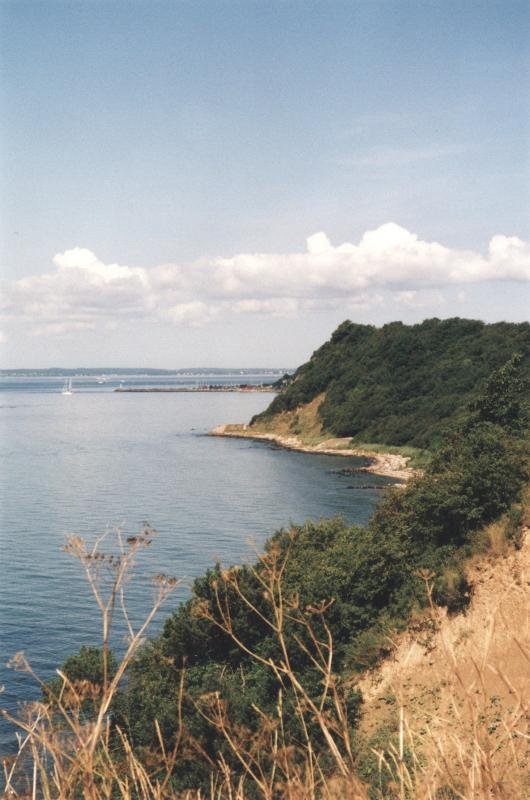
Costa ovest
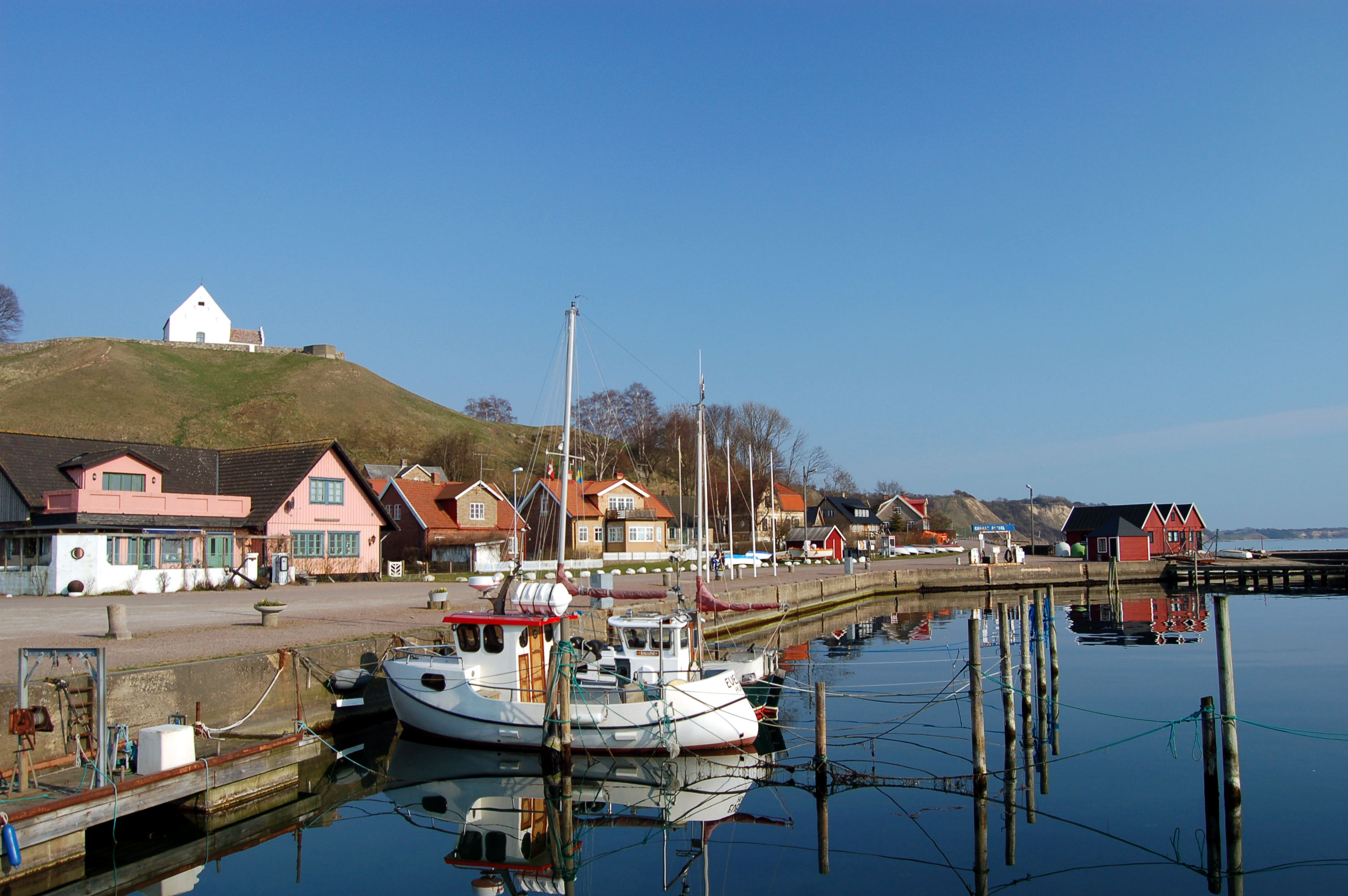
Kyrkbacken e la chiesa St. Ibbs
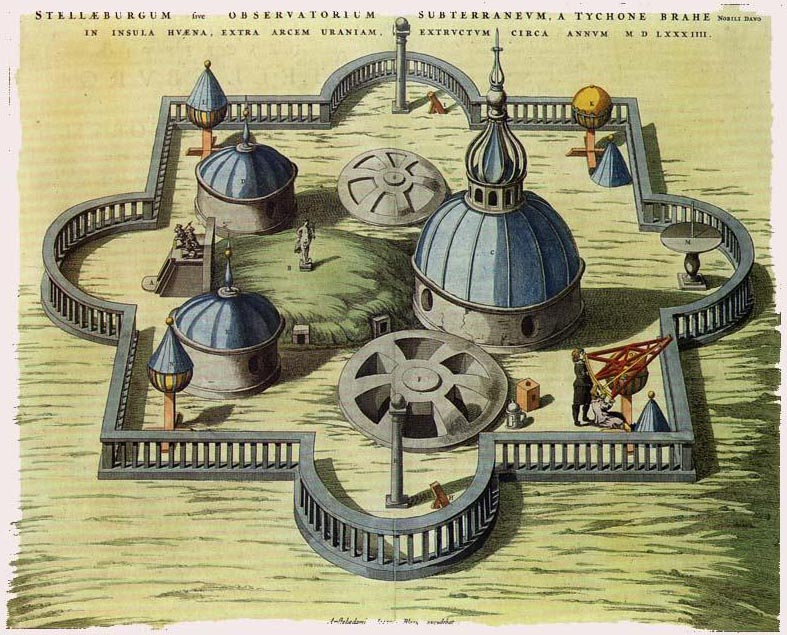
Stjerneborg